# Vernante
Vernante (piemontiul: Vërnant, okcitánul: Vernant) település Olaszországban, Piemont régióban, Cuneo megyében. Lakosainak száma 1100 fő (2023. január 1.). Vernante Boves, Limone Piemonte, Robilante, Entracque és Roaschia községekkel határos.

## Népesség
A település lakossága az elmúlt években az alábbi módon változott:
| Lakosok száma | 1166 | 1143 | 1100 |
|               | 2017 | 2018 | 2023 |